# Collagenasi
Si definiscono collagenasi tutti quegli enzimi che tagliano i legami peptidici presenti nel collagene.
Questo tipo di enzimi intervengono nella distruzione delle strutture extracellulari nei processi patogenici instaurati da batteri come quelli instaurati da Clostridium. Sono esotossine ed intervengono nel processo patogenico della gangrena gassosa. Normalmente il loro bersaglio è il tessuto connettivo nelle cellule muscolari e negli altri organi del corpo.
Il collagene, componente fondamentale della matrice extracellulare degli animali, si forma per attività della collagenasi sul procollagene una volta che questo è stato secreto dalle cellule.
La formazione di collagenasi può essere indotta durante l'attivazione del sistema immunitario da alcuni tipi di citochine che stimolano cellule come fibroblasti e osteoblasti.
Viene utilizzato per la detersione delle piaghe di qualsiasi origine e localizzazione come ulcerazioni e necrosi causate da ulcere varicose, da decubito, gangrena diabetica e da congelamento.